# Хаджи Леши
Хаджи Леши (на албански: Hadhi Lleshi) е виден албански комунистически политик и военен. Участва в комунистическата съпротива в Албания, става генерал-майор. Дългогодишен депутат (1946-1992), член (1966-1991) на Централния комитет на Албанската комунистическа партия (Албанска партия на труда от 1948 г.) и на Политбюро на ЦК на АПТ, държавен глава на Албания в качеството си на председател на Президиума на Народното събрание на Албания от 1 август 1953 до 22 ноември 1982 г. Удостоен е с почетното звание „Народен герой на Албания“.

## Биография
Роден е в село Решани, днешната област Дебър, Североизточна Албания в семейство на богат земевладелец. Има брат (или чичо) Акиф Леши, който е политик в Социалистическа република Македония. Семейство Леши участва в републиканското движение против крал Зог и е принудено да емигрира. Хаджи Леши се занимава със селско стопанство край Дебър, Югославия до 1941 г.

### Втора световна война
Хаджи Леши участва в четата на албанеца Мюслим Пеза (Myslim Peza), подпомагана от Югославия, която води партизански действия против италианските войски, окупирали Албания. В навечерието на германското нахлуване в Югославия Леши при поддръжката на югославски сили сформира албански въоръжен отряд и атакува италианските окупатори край Поградец, Албания. По-късно отрядът на Леши заедно с югославски сили участва в отбраната на Дебър от германските войски. Връща се в Албания и влиза в партизанската съпротива – от лятото на 1942 г. оглавява чета, израства до водещ командир в Националноосвободителната армия на Албания, командва ударна щурмова бригада.
Леши взема участие в Националната антифашистка конференция в Печ на 16 септември 1942 г. На 20 март 1943 г. приема под свое командване отделната дивизия за вътрешна сигурност, след войната преобразувана в спецслужба, известна като Сигурими. Тази дивизия става въоръжена опора на първия секретар на ЦК на АКП Енвер Ходжа, а неговият командир – сред приближените му. Леши влиза в Албанския национален комитет през юни 1943 г.
По споразумение между генералните щабове на комунистическата съпротива в Албания и Македония Леши начело на чета от 150 души, която се движи в района на Първа оперативна зона на НОВ и ПОМ, обикаля край Кичево и Дебър от август до ноември 1943 г., за да агитира местното албанско население да се включи в съпротивата. Взема участие в създаването на Дебърския младежки батальон на 5 октомври 1943 г. Води битки с балистите. От началото на 1944 г. е член на Генералния щаб на Народо-освободителната армия на Албания.

### Политическа дейност
Става член на Албанската комунистическа партия през 1943 г. Влиза в първото правителство (1944-1946) на Енвер Ходжа като министър на вътрешните работи. В следващото правителство (1946-1948) е министър без портфейл. В периода 1948-1949 г. е председател на Държавната контролна комисия. След това е директор на Дирекция „Персонал“ в Министерството на отбраната.
Като председател на Президиума на Албания Хаджи Леши е държавен глава на Албания от 1 август 1953 до 22 ноември 1982 г. Повече от 29 години заема тази длъжност – 3-тия пост по важност в страната след тези на партийния лидер Енвер Ходжа и на премиера Мехмет Шеху. При смяната на премиера Шеху през 1982 г. Е. Ходжа прави значителни кадрови размествания в партията и държавата. Тогава Х. Леши е освободен от поста и пенсиониран поради възраст и влошено здравословно състояние, но остава член на парламента и на ЦК на АПТ.
Въпреки масовите протести срещу комунистическото управление в началото на 1990-те години Хаджи Леши запазва завиден авторитет. Взема участие в преобразуването на АПТ в социалистическа партия, избран е (за последен път) за депутат на парламентарните избори през 1991 г. Става член на Президентския съвет през февруари 1991 г.
Група висши функционери на АПТ и Сигурими през 1996 г. са привлечени в съда по обвинения в „геноцид и престъпления против човечността“. Изнесени са сурови присъди, дори до смъртно наказание, но скоро са смекчени. 82-годишният Х. Леши е осъден на доживотен затвор, но след месец, на 24 юли 1996 г., е освободен срещу гаранция поради възрастта и здравословното му състояние. Умира на възраст 84 години в Тирана на 1 януари 1998 г.